# Agua Dulce (contea di Nueces)
Agua Dulce è un comune (city) degli Stati Uniti d'America della contea di Nueces nello Stato del Texas. La popolazione era di 812 abitanti al censimento del 2010.

## Geografia fisica
Secondo lo United States Census Bureau, la città ha una superficie totale di 0,88 km², dei quali 0,88 km² di territorio e 0 km² di acque interne (0% del totale).

## Società

### Evoluzione demografica
Secondo il censimento del 2010, la popolazione era di 812 abitanti.

### Etnie e minoranze straniere
Secondo il censimento del 2010, la composizione etnica della città era formata dall'84,24% di bianchi, l'1,48% di afroamericani, lo 0,12% di nativi americani, lo 0,62% di asiatici, lo 0% di oceanici, l'11,58% di altre razze e l'1,97% di due o più etnie. Ispanici o latinos di qualunque razza erano il 74,88% della popolazione.